# Johann Auer
Johann Baptist Auer (Ratisbona, 15 maggio 1910 – Ratisbona, 17 marzo 1989) è stato un presbitero e teologo tedesco, professore di dogmatica e storia dei dogmi presso l'Università di Ratisbona e di Bonn, dove ebbe come studente Lucio Gera, il maestro di Jorge Bergoglio. Insieme a Johannes van der Ploeg, fu uno dei maggiori critici dell'Opus Sanctorum Angelorum.

## Biografia
Nativo di Steinweg , vicino a Ratisbona, figlio di Barbara Auer (nata Leutner) e di suo marito, il proprietario della birreria Wilhelm Auer (1872–1945), dopo aver studiato filosofia e teologia, nel '36 Johann Auer conseguì il dottorato in filosofia all'Università Ludwig Maximilian di Monaco. 
Nello stesso anno fu ordinato sacerdote a Ratisbona. Dopo un breve periodo trascorso come cappellano affidato alla cura pastorale delle anime, proseguì la sua formazione accademica e nel 1940 conseguì un secondo dottorato in teologia presso l'Università Wilhelms della Vestfalia a Münster. Nel '47 ottenne l'abilitazione all'insegnamento universitario presso l'Università di Monaco e fu nominato docente privato di dogmatica e teologia fondamentale.
Nel 1948 divenne professore associato presso l'Università filosofico-teologica di Freising e nel 1950 professore ordinario presso la Facoltà teologica cattolica della Rheinische Friedrich-Wilhelms-Universität di Bonn. Uno dei suoi studenti a Bonn fu Lucio Gera, il maestro di Jorge Bergoglio.
Nel 1968 Auer accettò un incarico presso la Facoltà di Teologia Cattolica della neocostituita Università di Ratisbona, dove insegnò come professore ordinario di dogmatica e storia dei dogmi fino al suo pensionamento nel 1978. 
In due relazioni teologiche criticò aspramente il contenuto dell'Opus Sanctorum Angelorum, attribuendone gli insegnamenti alla schizofrenia paranoica.
Trascorse gli ultimi anni a Sinzig, vicino a Ratisbona, nell'Alto Palatinato.
Il vasto lascito scritto di Johann Auer si trova nell'Archivio episcopale centrale di Ratisbona.

## Premi e riconoscimenti
- 1983: Croce al merito della Repubblica Federale di Germania[senza fonte].

## Opere selezionate
- Die menschliche Willensfreiheit im Lehrsystem des Thomas von Aquin und Johannes Duns Scotus. München 1938 (Philosophische Dissertation).
- Die Entwicklung der Gnadenlehre in der Hochscholastik, Bd. 1: Das Wesen der Gnade, Freiburg 1942 (Theologische Dissertation).
- Die Entwicklung der Gnadenlehre in der Hochscholastik, Bd. 2: Das Wirken der Gnade, Freiburg 1951 (Habilitationsschrift).
- als Hrsg.: Theologie in Geschichte und Gegenwart. Festschrift Schmaus. 1957.
- als Hrsg.: Gottesherrschaft – Weltherrschaft. Festschrift R. Graber. 1980.
- Das Evangelium der Gnade. Die neue Heilsordnung durch die Gnade Christi in seiner Kirche (= Kleine Katholische Dogmatik. Bd. 5). Regensburg 1970; 3., durchgesehene und ergänzte Auflage 1980.
- Allgemeine Sakramentenlehre und das Mysterium der Eucharistie (= Kleine Katholische Dogmatik. Bd. 6). Regensburg 1971; 3., durchgesehene und ergänzte Auflage 1980.
- Die Sakramente der Kirche (= Kleine Katholische Dogmatik. Bd. 7). Regensburg 1972; 2., durchgesehene und ergänzte Auflage 1979.
- Gott, der Eine und Dreieine (= Kleine Katholische Dogmatik. Bd. 2)- Regensburg 1972; 2. Auflage. Regensburg 1978.
- Die Welt – Gottes Schöpfung (= Kleine Katholische Dogmatik. Bd. 3). Regensburg 1975; 2., durchgesehene und ergänzte Auflage. Regensburg 1983.
- Person. Ein Schlüssel zum christlichen Mysterium. Regensburg 1979.
- Die Kirche – das allgemeine Heilssakrament (= Kleine Katholische Dogmatik. Bd. 8). Regensburg 1983.
- „Siehe, ich mache alles neu.“ Der Glaube an die Vollendung der Welt. Regensburg 1984.
- Jesus Christus – Gottes und Mariä „Sohn“ (Kleine Katholische Dogmatik, Bd. 4,1), Regensburg 1986.
- Jesus Christus – Heiland der Welt. Maria – Christi Mutter im Heilsplan Gottes (Kleine Katholische Dogmatik, Bd. 4,2), Regensburg 1988.